# (8521) Boulainvilliers
(8521) Boulainvilliers est un astéroïde de la ceinture principale.

## Description
(8521) Boulainvilliers est un astéroïde de la ceinture principale. Il fut découvert par Eric Walter Elst le 4 avril 1992 à l'ESO. Il présente une orbite caractérisée par un demi-grand axe de 2,22 UA, une excentricité de 0,181 et une inclinaison de 6,55° par rapport à l'écliptique.
Il fut nommé en hommage à l'historien, écrivain et astrologue français Henri de Boulainvilliers (1658-1722).

## Compléments